# Rose e Bernard

Rose e Bernard nell'episodio S.O.S.

Rose Henderson e Bernard Nadler sono due coniugi personaggi della serie televisiva Lost. Sono interpretati rispettivamente da L. Scott Caldwell e Sam Anderson.
Rose nasce nel Bronx (New York). Prima di precipitare sull'isola, era ammalata di cancro, malattia che sembra essere sparita dopo lo schianto del volo Oceanic 815.
Bernard è un dentista e conosce il codice Morse.

## Biografia

### Prima dello schianto
Rose Henderson incontra per la prima volta il suo futuro marito Bernard Nadler quando una notte la sua macchina si blocca sotto un 
ammasso di neve. I due si frequentano per cinque mesi, fino a che Bernard non le chiede di sposarlo. Rose rivela immediatamente di avere una malattia e che le resta circa un anno di vita. I due si sposano lo stesso e durante la loro luna di miele in Australia Bernard porta Rose da un guaritore, Isaac. Nonostante le sue proteste iniziali, Rose acconsente di farsi visitare. Isaac non è capace di guarirla, ma Rose dirà a Bernard di essere stata curata così che i due possano vivere felicemente. Un breve flashback in Pilota, prima parte, mostra come durante il volo Bernard abbandona il suo posto accanto a Rose per dirigersi in bagno; durante lo schianto, a causa dello spezzarsi in volo dell'aereo, i due coniugi finiranno in due parti diverse dell'isola.

### Dopo lo schianto

#### Prima stagione
Rose si schianta con il resto dei sopravvissuti della sezione centrale dell'aereo. Dopo l'impatto perde i sensi, ma viene rianimata da Jack. I primi giorni Rose è in stato di shock e si mantiene isolata dal resto dei sopravvissuti, attirando l'attenzione di Jack. A differenza di Jack che crede che Bernard sia morto, lei è sicura che sia ancora vivo. Dopo che Claire viene rapita dagli abitanti dell'isola, gli Altri, Rose conforta Charlie, che si sente colpevole dell'accaduto, e lo incoraggia a non perdere la speranza.

#### Seconda stagione
Durante la seconda stagione viene mostrato che Bernard vive con i sopravvissuti della coda dell'aereo in un'altra costa dell'isola. Dopo che questi ultimi vengono attaccati dagli Altri, Bernard si trova ad essere uno dei pochi sopravvissuti rimanenti. Il suo gruppo, non sentendosi al sicuro, comincia a muoversi verso l'interno dell'isola fino ad incappare in una vecchia stazione del Progetto DHARMA che contiene vari oggetti, inclusa una radio. Ben usa la radio, riuscendo a mettersi a contatto con Boone, uno dei sopravvissuti della fusoliera, ma Ana Lucia gli spegne la radio credendo che il segnale sia solo un trucco degli Altri. Quando il gruppo dei sopravvissuti di coda incontra tre sopravvissuti della sezione centrale, Sawyer, Michael e Jin, questi rassicurano Bernard che Rose è viva e sta bene. Bernard e gli altri decidono di ricongiungersi con il gruppo principale: i due coniugi possono finalmente rincontrarsi. In S.O.S, Bernard decide di costruire un gigantesco "S.O.S." sulla spiaggia, ma Rose lo scoraggia nel creare false speranze agli altri sopravvissuti e non lo aiuta nel compito. Rose gli confessa che in realtà in Australia non era stata guarita, ma adesso è stata guarita dall'isola, così teme che la malattia possa tornare una volta che ha abbandonato l'isola.

#### Terza stagione
Nella terza stagione, in Greatest Hits, Jack annuncia il suo piano di equipaggiare le tende con la dinamite per impedire agli Altri di rapire qualcun altro, Rose e Bernard legano assieme dei cavi metallici per far esplodere la dinamite. Rose si preoccupa quando apprende la volontà di Bernard di essere uno dei tiratori scelti con il compito di sparare verso la dinamite per farla esplodere, e si arrabbia con Jack quando il piano sembra essere fallito e Bernard catturato dagli Altri. Bernard verrà presto salvato da Sawyer, Hurley e Juliet, che uccidono gli Altri che tengono Bernard, Sayid e Jin in ostaggio.

#### Quarta stagione
Nella quarta stagione, in L'inizio della fine, i sopravvissuti sono riuniti nella giungla quando Locke propone al gruppo di seguirlo alle baracche perché crede che l'equipaggio della nave non sia lì per salvarli ma per ucciderli, Bernard chiede a Rose se vuole seguire John o Jack, e lei sceglie quest'ultimo. Quando la gente arrivata dal Kahana usa il codice Morse per comunicare tra loro, Bernard, che conosce il codice Morse anche lui, rivela che loro stanno mentendo circa cosa si sono detti e che in realtà non sono venuti per salvarli. In Intervento imprevisto, Jack sta male ed ha bisogno che venga rimossa la sua appendicite, così i due coniugi danno una mano per l'operazione: Rose prepara il tavolo e Bernard aiuta nell'anestesia, ma Rose è confusa sul perché Jack si sia ammalato visto che l'isola è solita guarire.

#### Quinta stagione
Dopo che Benjamin Linus ha causato lo spostamento dell'isola, Rose e Bernard, come gli altri sopravvissuti, sono soggetti ai continui salti temporali dell'isola, ma, dopo un attacco subito dagli Altri, perdono di vista il resto del gruppo. Dopo tre anni, Sawyer, Juliet e Kate incontrano Rose e Bernard, i quali spiegano di aver costruito una capanna per loro e di essersi volutamente tenuti in disparte per vivere la loro vita in pace nella foresta. 

#### Sesta stagione
I due salvano Desmond dal pozzo e sono minacciati dall'Uomo in Nero, ma grazie a un accordo con Desmond egli decide di lasciarli in pace.

## Episodi dedicati a Rose e Bernard
| Stagione | Titolo italiano     | Titolo originale  | Tipo di flash            |
| -------- | ------------------- | ----------------- | ------------------------ |
| 2        | Gli altri 48 giorni | The Other 48 Days | flashback (solo Bernard) |
| 2        | S.O.S.              | S.O.S.            | flashback                |